# New Nordic cuisine

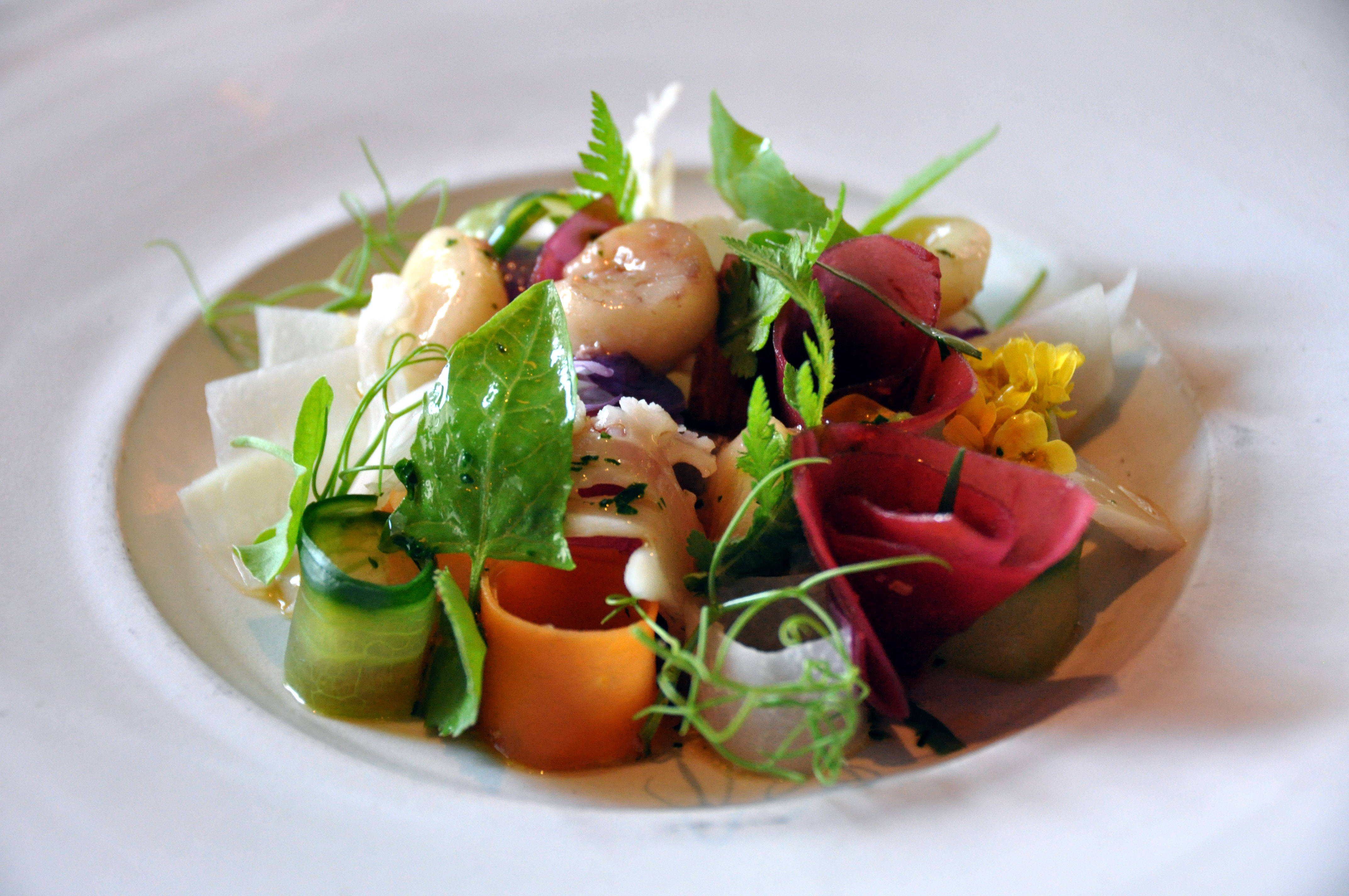
Marrow with pickled vegetables in restaurant Noma, een voorbeeld van een New Nordic-gerecht met plaatselijke, seizoensgebonden ingrediënten.

New Nordic cuisine (Engels voor "nieuwe Noordse keuken") is een stijl van koken die sinds 2005 een van de meest beeldbepalende culinaire stromingen is. De belangrijkste exponent van New Nordic cuisine is de Deen René Redzepi, die met zijn restaurant Noma in Kopenhagen deze stroming op de kaart heeft gezet.
Ondanks de naam draait New Nordic cuisine niet strikt om voedsel dat van origine uit Scandinavië is. In Nordic cuisine wordt de unieke eigenschappen van een specifieke plek en moment gebruikt, mogelijk op alternatieve wijze. Qua vorm wordt het beschreven als eten "met vlierbloesem, duindoorn of daslook, liefst uit een decoratieve weckpot (...) grof aardewerken servies, ongestreken linnen, eten van een steen en gerechten die zijn opgemaakt alsof het een klein ecosysteempje betreft met kleine blaadjes, bloempjes en uitgestoken rondjes biet." 

Enkele New Nordic Cuisine - gerechten
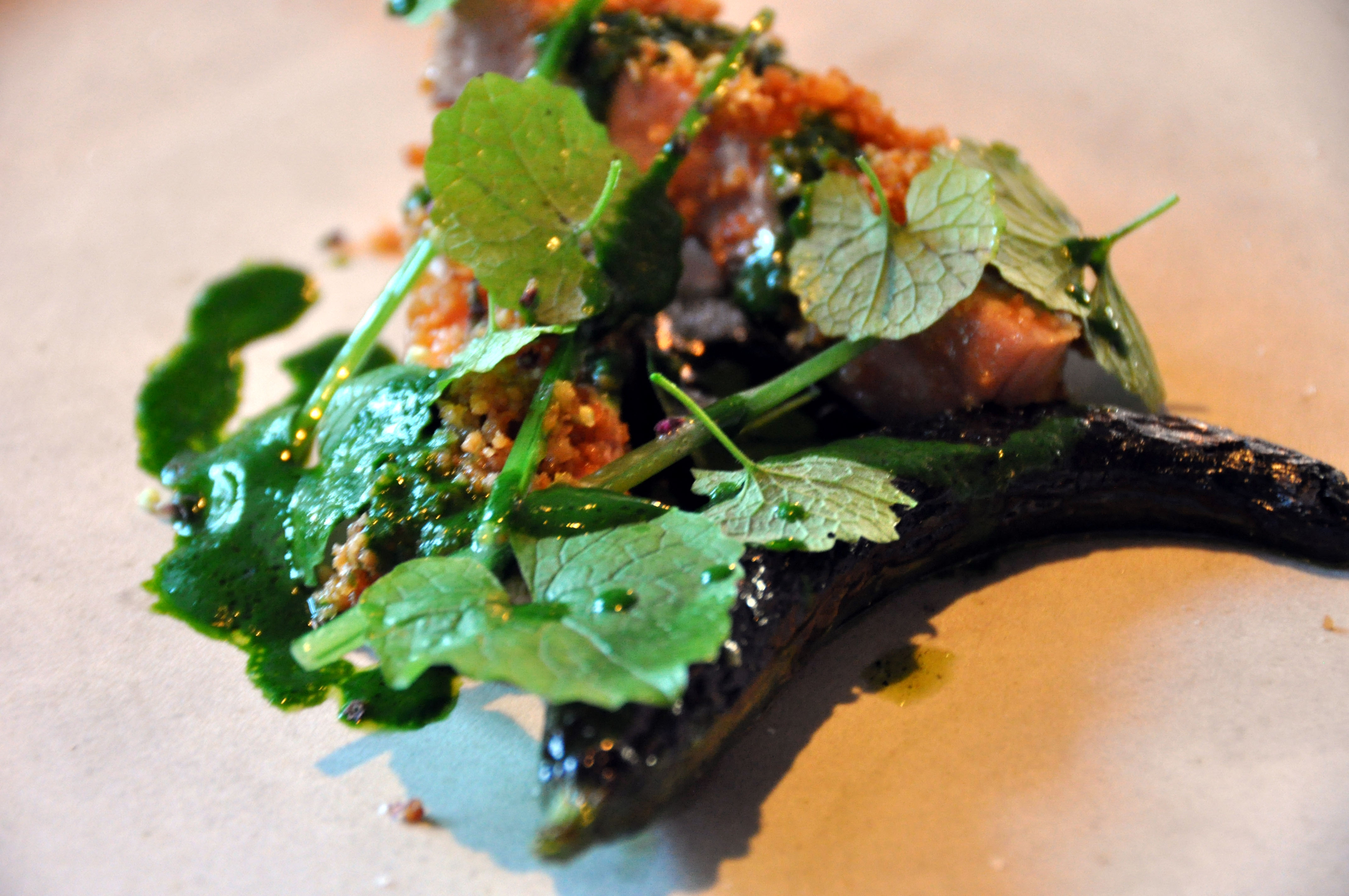
Gebakken spek met daslook en gegrilde komkommer
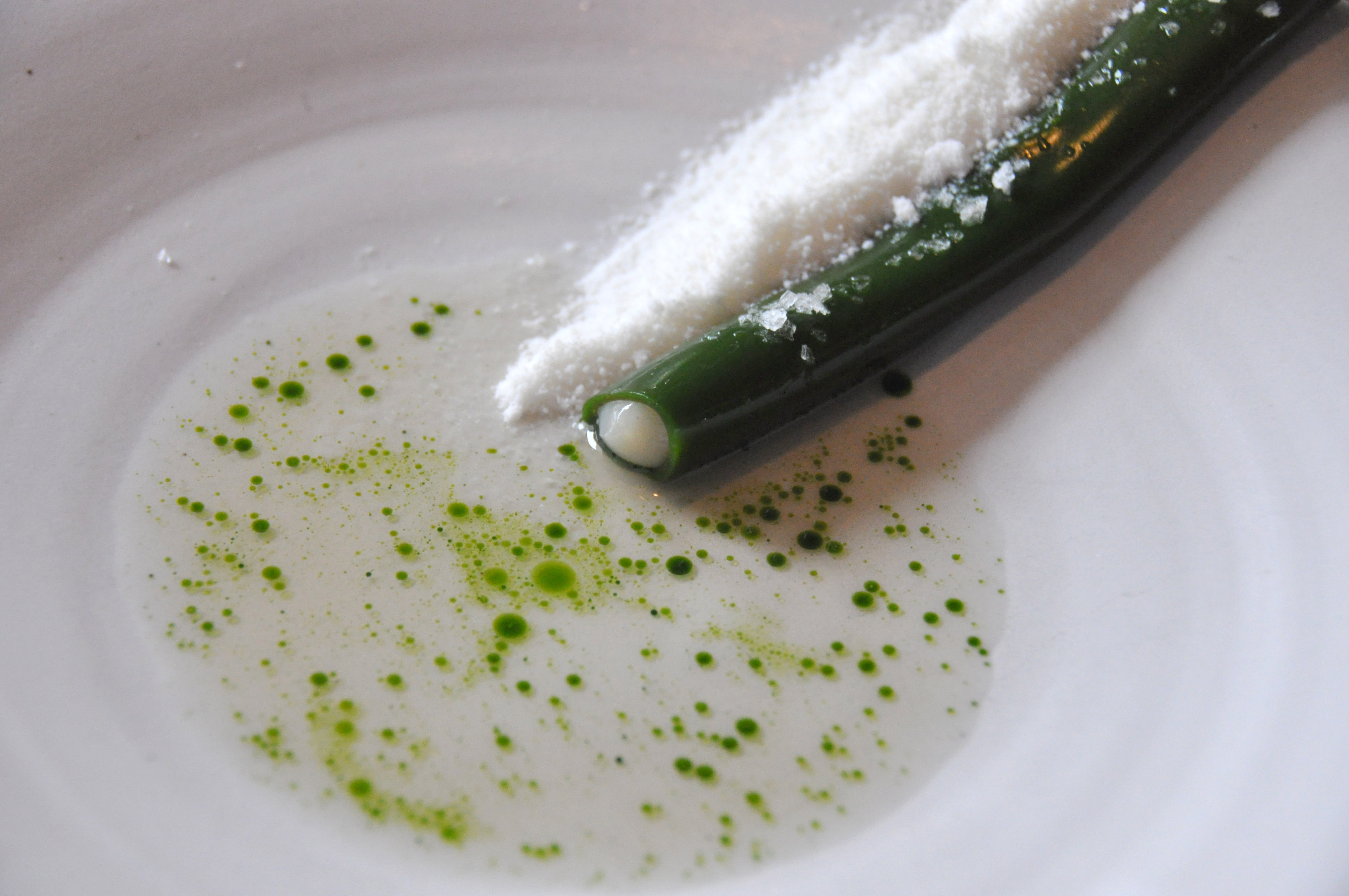
Rauwe scheermes met peterseliesaus, karnemelk en mierik
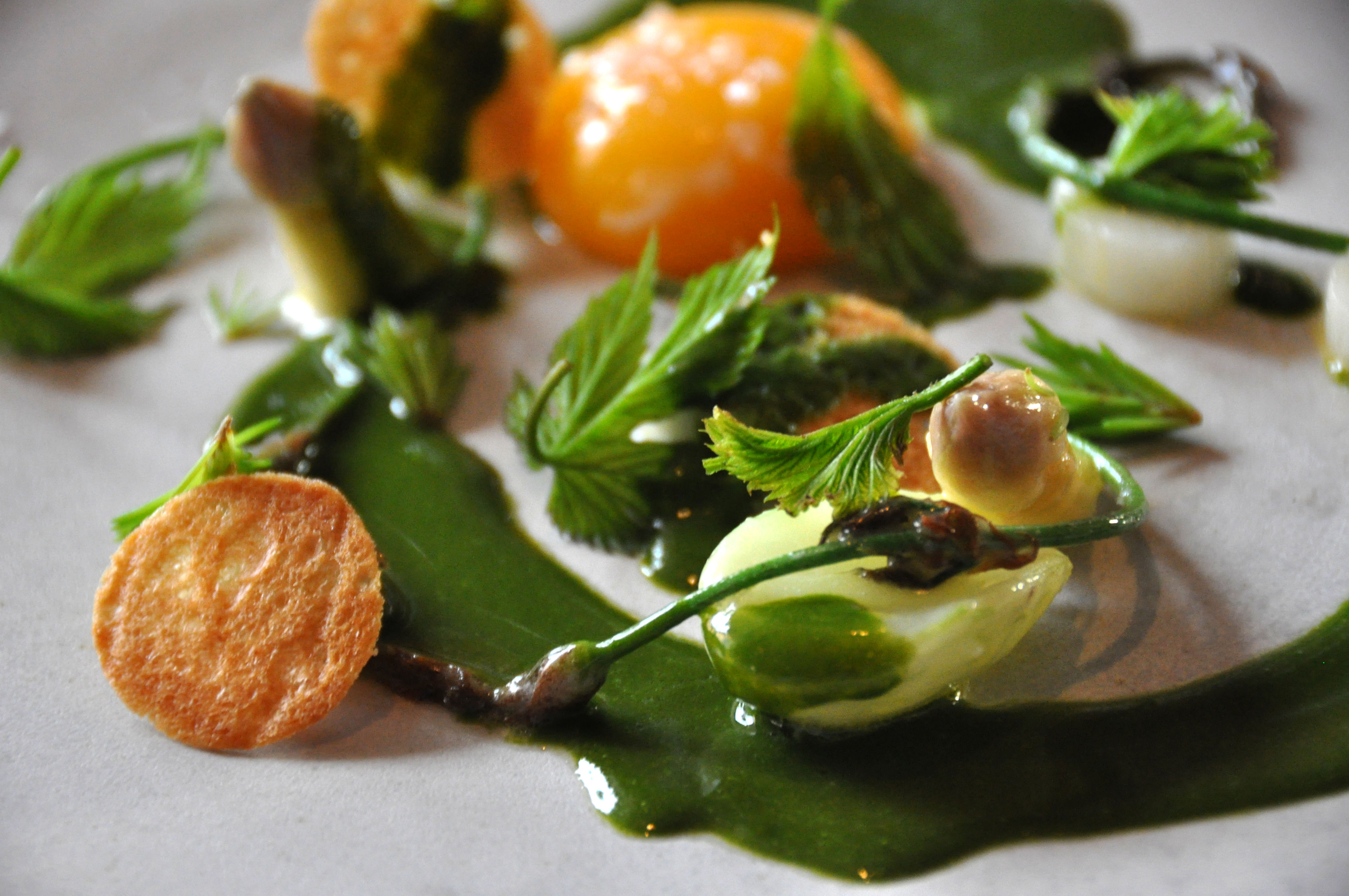
Asperge met gepocheerd eigeel en Lievevrouwebedstrosaus
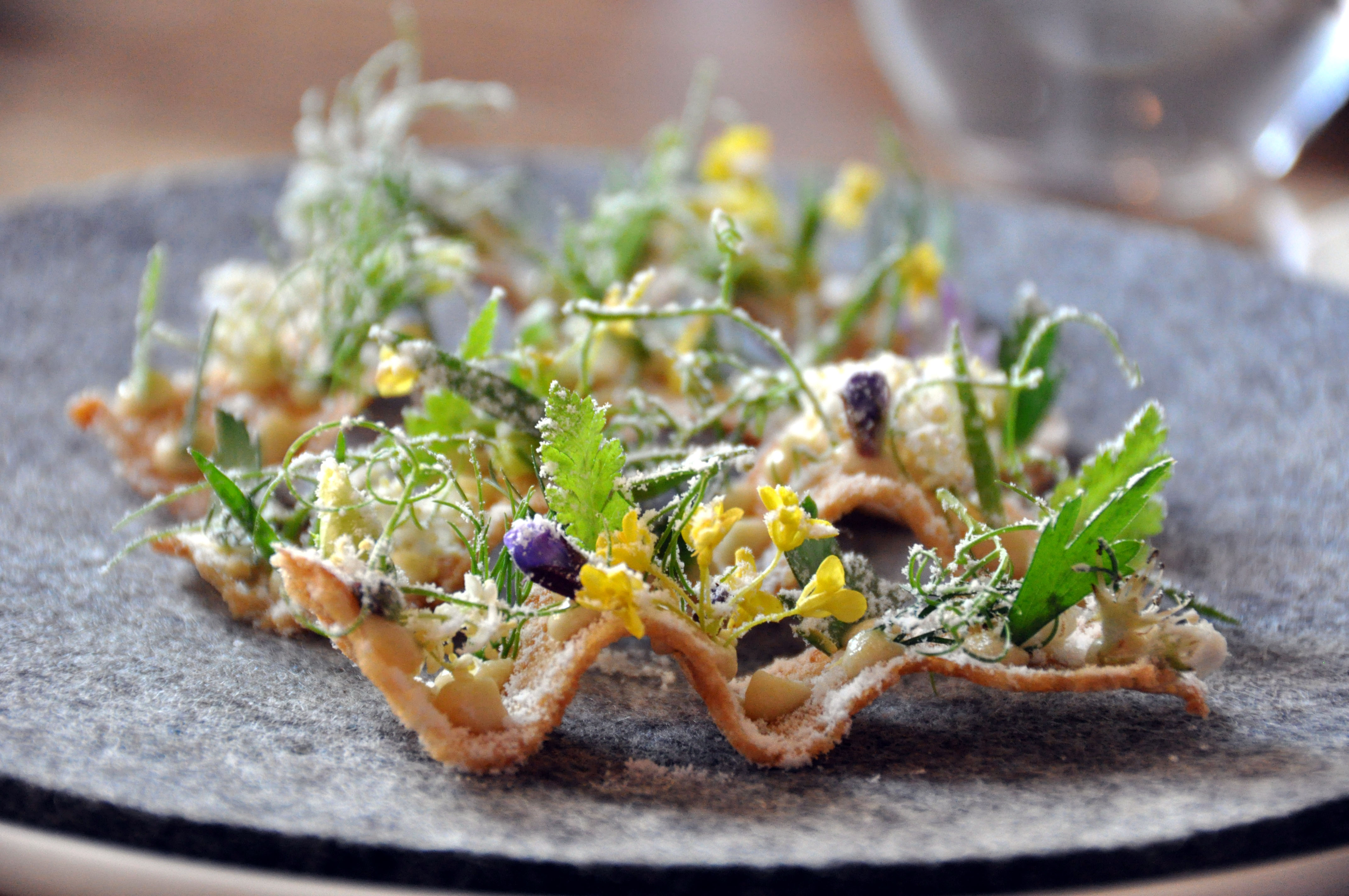
Toast met kuit van tarbot en azijn.